# پابلو مایا
پابلو مایا (انگلیسی: Pablo Maia؛ زادهٔ ۱۰ ژانویهٔ ۲۰۰۲) بازیکن فوتبال اهل برزیل است که در حال حاضر برای باشگاه فوتبال سائو پائولو بازی می‌کند. 
از باشگاه‌هایی که در آن بازی کرده است می‌توان به باشگاه فوتبال سائو پائولو اشاره کرد.
وی همچنین در تیم ملی فوتبال برزیل بازی کرده است.